# Parachrysina truquii
Parachrysina truquii är en skalbaggsart som beskrevs av Thomson 1857. Parachrysina truquii ingår i släktet Parachrysina och familjen Rutelidae. Inga underarter finns listade i Catalogue of Life.